# LOVE17
LOVE17（ラブセブンティーン）は、2008年12月28日の25:10 - 26:10 (JST) に放送されたメ〜テレ制作のスペシャルドラマ。

## 概要
メ〜テレがWEB上で展開していたケータイ小説プロジェクト「恋ふぁく〜みんなで恋しよ!ケータイ小説FACTORY〜」（恋ふぁく）で完成した作品をドラマ化したもの。
「恋ふぁく」とは投稿者がリレー形式でストーリーを作り上げる視聴者参加型のプロジェクトでメ〜テレがセブンティーンとYahoo! Japan、フォレストページと共同で展開していた。
なお、主題歌の『WE NEED LOVE!』はセブンティーンモデルの赤谷奈緒子、七菜香、有末麻祐子と古坂大魔王が作詞を担当し、作曲は古坂大魔王が行なっている。歌っているのは赤谷奈緒子、荒木七菜香、有末麻祐子で結成されたユニット「LOVE17」。

## キャスト
- 佐藤ありさ - 北条春陽・緒方千春 役
- 大東俊介 - 亜月慎也 役
- 荒木宏文 - 竹下誠 役
- 有末麻祐子 - 松尾美羽 役
- 六角精児 - 上田先生 役
- 真夏竜 - 北条泰山 役
- 若林正恭（オードリー） - 入谷マネージャー 役
- 古坂大魔王 - カメラマン 役

## スタッフ
- 企画 - 横井朋実
- プロデューサー - 浅野宏明
- 監督 - 神道俊浩
- 脚本 - 菊原共基
- 製作 - メ〜テレ（名古屋テレビ）
- 主題歌 - 『WE NEED LOVE!』 LOVE17

## DVD
- 『LOVE17 〜L3(Long Long Love)バージョン〜』（2009年11月27日発売、リバプール）